# Jules Painparé
Jules Painparé (Thuin, 31 januari 1830 – Borgerhout, 27 februari 1906) was en Belgisch componist en militaire kapelmeester. Hij is de vader van de componist, muziekcriticus en cellist Emile Painparé (1882-1948), de componist van de Ajax-Kampioens-Marsch. Hij was eveneens de jongere broer van de componist, muziekpedagoog en organist Hubert Painparé (1821-1894) in Thuin. 

## Levensloop
Painparé was lid van het fanfareorkest in het bisschoppelijk college "Sint-Augustinus" Binche, waarin destijds ook Louis Canivez de latere blaasmuziekcomponist en dirigent meespeelde. Zo kwam hij al vroeg in contact met de blaasmuziek. In 1850 werd hij ingelijfd bij het 1e Jagers te Paard. Van 1853 tot 1861 was hij trompettist bij de "Muziekkapel van het 1e Regiment Kurassiers". In 1861 werd hij kapelmeester van de "Muziekkapel van het 6e Linieregiment". In deze tijd werd hij bevorderd van adjudant over onderluitenant (1871) tot luitenant (1881). In 1892 ging hij met pensioen en werd tegelijkertijd benoemd tot inspecteur van de muziekkapellen van het Belgisch leger. Hij is stichter van een instituut voor volledig muziekonderwijs in Antwerpen. 
Hij was ook bezig in de amateuristische muziekbeoefening en werd dirigent van "De Katholieke Fanfare" te Ieper (1890-1892). 
Als componist schreef hij verschillende werken voor harmonie- en fanfareorkest.

## Composities

### Werken voor harmonie- en fanfareorkest
- A pied et à cheval
- A travers tout
- Allegro militaire
- Clairons tambours et trompettes
- Fantaisie sur l'opéra "Martha" van Friedrich von Flotow
- La Guerre et la Paix
- Marche cortège, voor cornet à piston solo en harmonieorkest
- Sautez dansez et chantez
- Toutes voiles dehors

### Werken voor piano
- Trompettes et basses, militaire mars voor piano (opgedragen aan kolonel Fix, commandant van het 6e Linieregiment)